# Lac Rotokakahi
Le lac Rotokakahi (« Green Lake » en anglais) est un lac situé à Rotorua, sur l'Île du Nord de la Nouvelle-Zélande.